# 金寶山

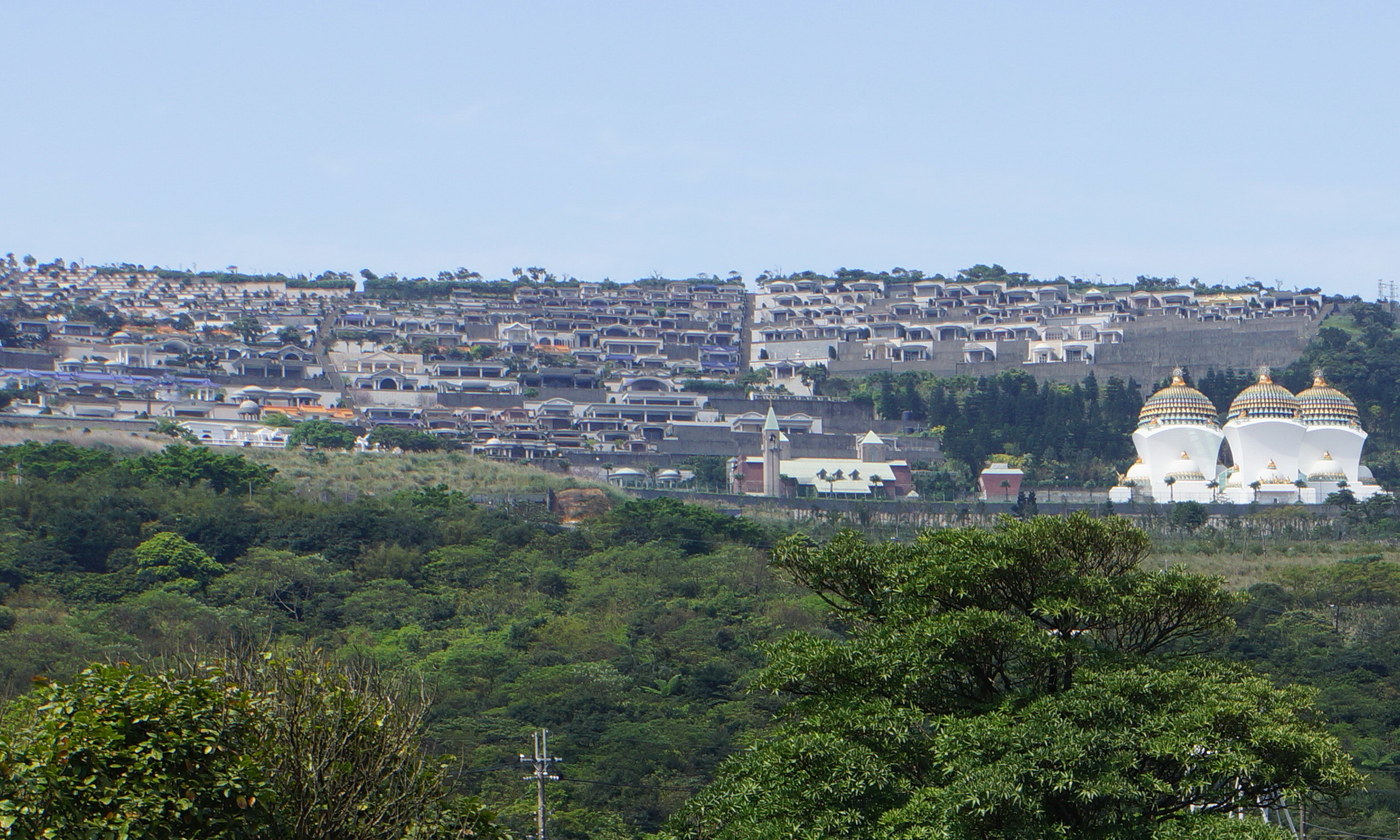
遠眺金寶山景觀墓園

金寶山事業股份有限公司，簡稱金寶山，是一家臺灣的喪葬公司，其位於新北市金山區的景觀墓園佔地上百公頃，以園區內藝術雕塑聞名。

## 沿革

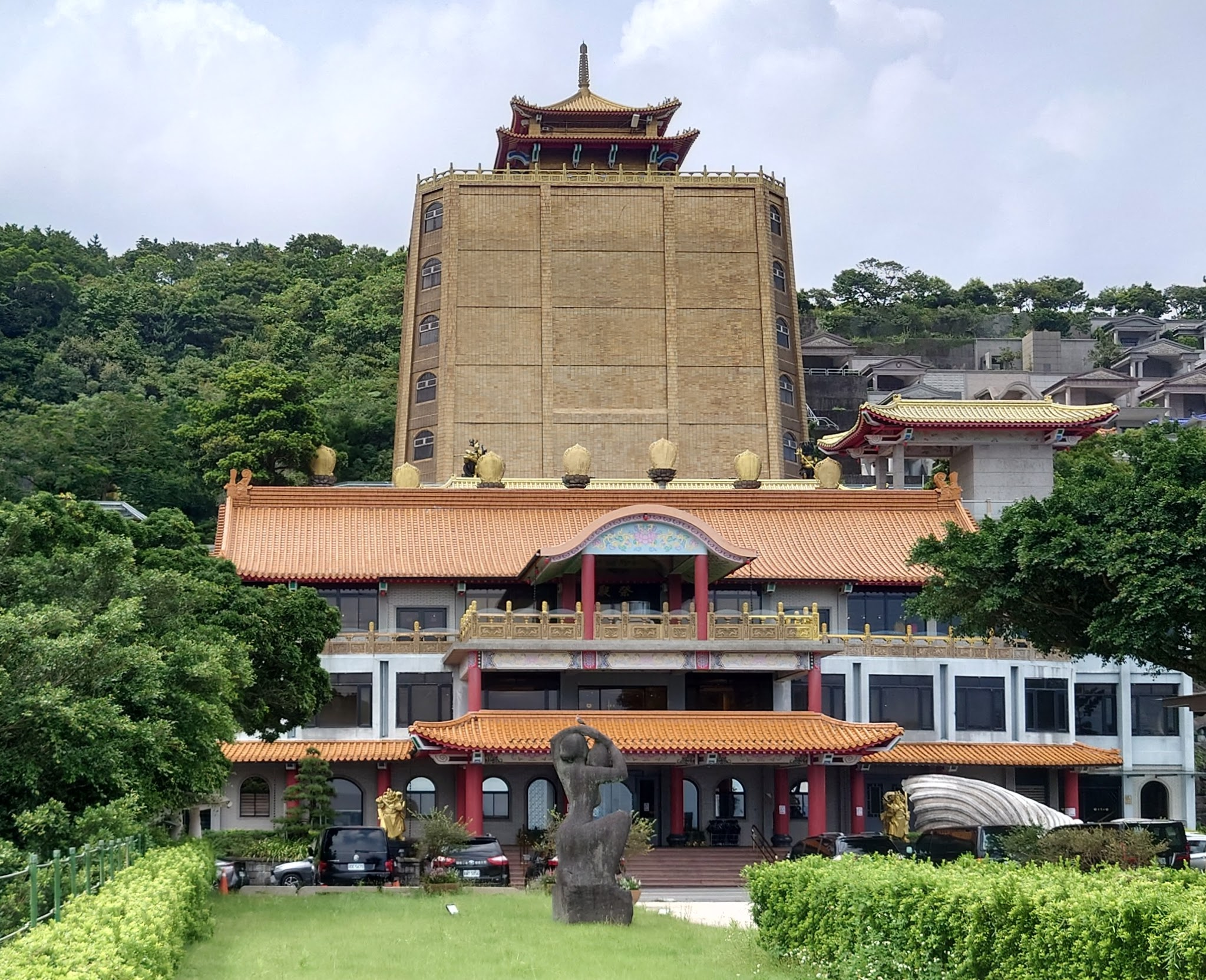
金寶塔

1977年，「金山安樂園」（金寶山前身）由曹日章創立；後創立金寶山事業股份有限公司。
1987年，建造臺灣地區第一座民營現代化納骨塔「金寶塔」。
1993年，歷時八年、耗資新臺幣四億，由朱銘率領二十五名藝匠共同創作的「千佛石窟」落成。
1998年，舉辦第一屆「兩岸國際藝術雕塑創作營」；配合「殯葬一元化」服務，成立專業「生命禮儀服務團隊」。
2005年，創立「金寶山社會福利慈善事業基金會」。
2007年，金寶山「玫瑰園公墓」正式啟用。
2015年，金寶山「萬佛塔」正式啟用。
2024年，創辦人曹日章逝世，安葬於園區內「愚仁園」。

## 園區

### 服務特色

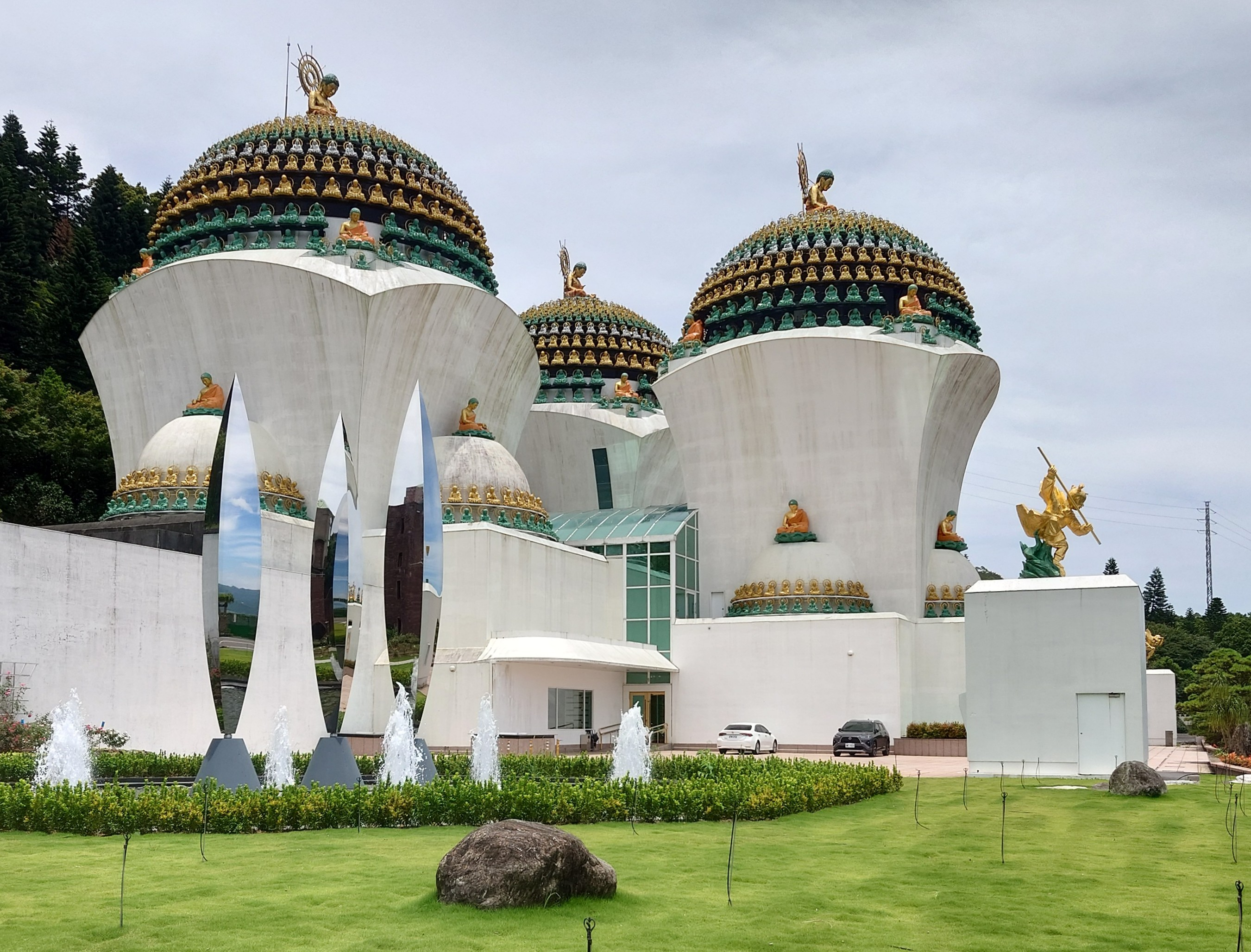
金寶山萬佛塔

該公司宣稱，其園區24小時皆有工作人員巡視維護；園區內更持續種植大量植被，並設有多處藝術裝置。
该公司宣称，旗下“金寶軒”公司為全台“第一家以零缺點通過ISO 9001的禮儀服務團隊”。

## 延伸阅读
- 陳宜加、池雅蓉. . 中時電子報. 2015-04-03  [2016-11-30]. （原始内容存档于2018-10-02） （中文（臺灣））.
- 邱怡萱. . 中時電子報. 2016-05-24  [2016-11-30]. （原始内容存档于2018-07-07） （中文（臺灣））.

## 外部連結
- 金寶山事業股份有限公司 （页面存档备份，存于）
- 图片视频集 - 金寶山景觀墓園 （页面存档备份，存于）